# Agostino Filippuzzi
Agostino Filippuzzi (o Filipucci; Bologna, fine XVI secolo – Bologna, XVII secolo) è stato un compositore italiano, vissuto tra il XVI e il XVII secolo.
Non abbiamo molte notizie biografiche sul suo conto, sappiamo che nacque a Bologna verso la fine del XVI secolo, e che è stato insegnante di musica di Giovanni Paolo Colonna.
Con l'inizio del XVII secolo le sue notizie biografiche sono diventate scarsissime.
Si sa solo che nello stesso secolo mori, probabilmente ancora giovane.